# 张西南
张西南（1952年—），笔名西南，男，山东广饶人，中华人民共和国军人、作家，少将军衔，原中国人民解放军总政治部宣传部副部长，中国文学艺术界联合会原副主席。

## 生平
1985年毕业于中央广播电视大学中文专业。1969年赴四川省宁南县乡村下鄉插隊，务农。1970年应征入伍。